# Урбан, Винценты

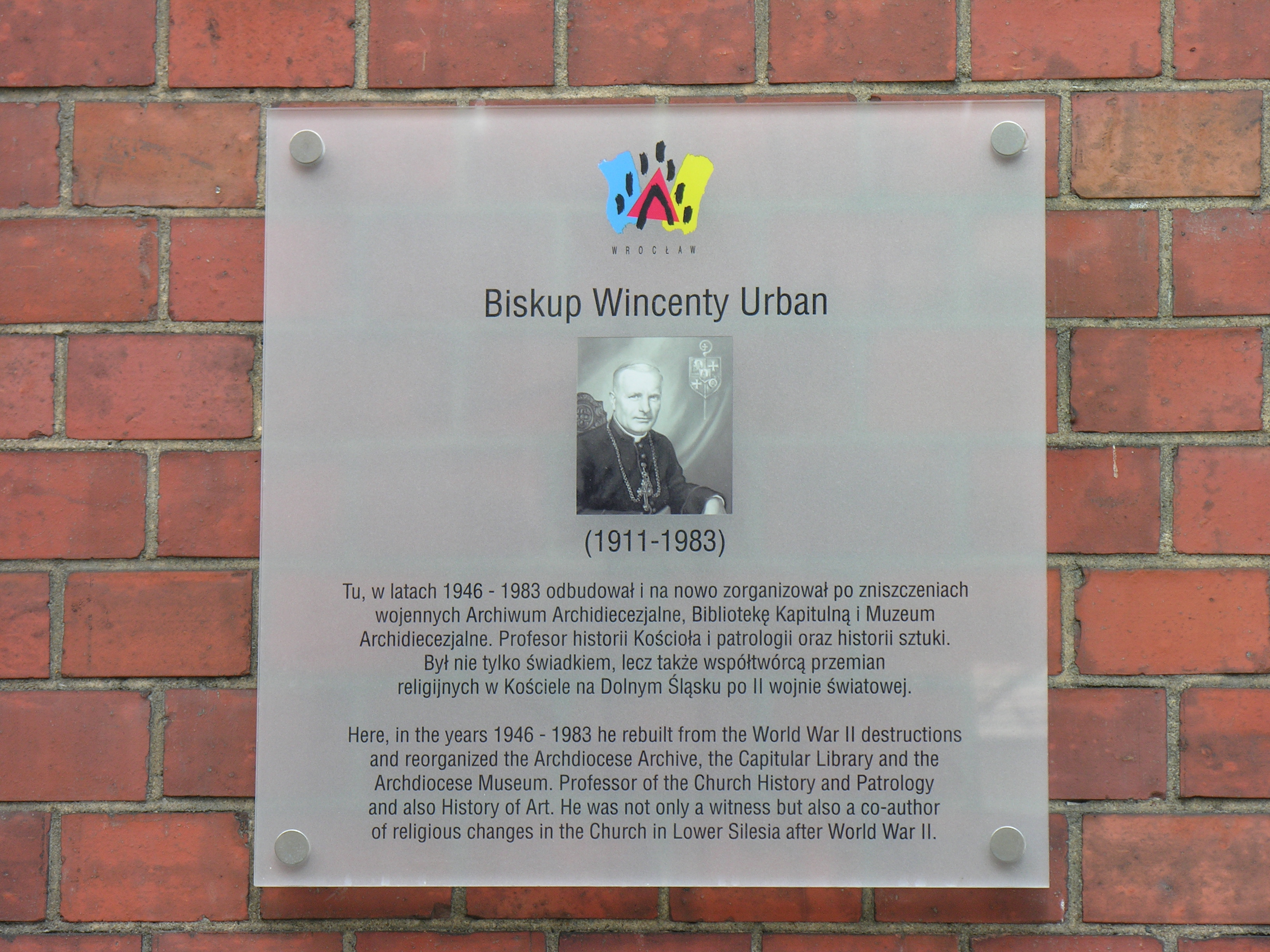
Мемориальная табличка

Винце́нты У́рбан (пол. Wincenty Urban, 13 февраля 1911, Гродзиско Дольне — 13 декабря 1983, Вроцлав, Польша) — католический епископ, титулярный епископ Абитины и вспомогательный епископ архиепархии Гнезно с 21 октября 1959 года по 28 июня 1972 год, вспомогательный епископ архиепархии Вроцлава с 28 июня 1972 года по 13 декабря 1983 год.

## Биография
Винценты Урбан родился 13 февраля 1911 года в городе Гродзиско Дольне. 28 июня 1936 года во Львове состоялось рукоположение Винценты Урбана во священника, которое совершил львовский архиепископ Болеслав Твардовский. С 1940 года был настоятелем в приходе села Билка Шляхецка. В 1945 году поселился в окрестностях города Ополе. После получения специального образования управлял архивом и библиотекой Вроцлавской архиепархии.
21 октября 1959 года Римский папа Иоанн XXIII назначил Винценты Урбана титулярным епископом Абитины и вспомогательным епископом архиепархии Гнезно. 7 февраля 1960 года состоялось рукоположение Винценты Урбана в епископа, которое совершил кардинал Стефан Вышинский.
28 июня 1972 года Винценты Урбан был назначен вспомогательным епископом архиепархии Вроцлава.
13 декабря 1983 года Винценты Урбан скончался и был похоронен в крипте вроцлавского собора святого Иоанна Крестителя.

## Сочинения
Винценты Урбан написал несколько сочинений по истории Католической церкви в Польше.
- Droga krzyżowa Archidiecezji Lwowskiej w latach II wojny światowej, 1939—1945, Semper Fidelis, 1983
- Leopold Sedlnicki, książę biskup wrocławski 1836—1840 i jego odstępstwo na tle dziejów Kościoła katolickiego na Śląsku w pierwszej połowie XIX wieku
- Zarys dziejów diecezji wrocławskiej, Wrocław 1962
- Duszpasterski wkład księży repatriantów w archidiecezji Wrocławskiej w latach 1945—1970, Wrocław 1970
- Szkice z dziejów archidiecezji lwowskiej i jej duszpasterstwa, Rzym 1984
- Z wrocławskiej niwy kaznodziejskiej, Warszawa 1982